# Округ Чавес (Њу Мексико)
Чавес (енгл. Chaves County) је округ у америчкој савезној држави Њу Мексико.

## Демографија
По попису из 2010. године број становника је 65.645, што је 4.263 (6,9%) становника више него 2000. године.
| Група             | 2000.          | 2010.          |
| Белци             | 31.970 (52,1%) | 28.801 (43,9%) |
| Афроамериканци    | 1.209 (2,0%)   | 1.323 (2,0%)   |
| Азијати           | 323 (0,5%)     | 414 (0,6%)     |
| Хиспаноамериканци | 26.904 (43,8%) | 34.139 (52,0%) |
| Укупно            | 61.382         | 65.645         |